# Newport (Tipperary)
Newport (in irlandese: An Port Nua) è una cittadina nella contea di North Tipperary, in Irlanda.